# Drage (Słowenia)
Drage – wieś w Słowenii, w gminie Metlika. W 2018 roku liczyła 24 mieszkańców.